# Финска на Светском првенству у атлетици на отвореном 2022.
Финска је учествовала на 18. Светском првенству у атлетици на отвореном 2022. одржаном у Јуџину  од 15. до 25. јула осамнаести пут, односно учествовала је на свим првенствима до данас. Репрезентацију Финске представљали су 36 учесника (12 мушкараца и 24 жена) у 23 дисциплине (8 мушких и 15 женских).,
На овом првенству такмичари Финске нису освојили ниједну медаљу. У табели успешности према броју и пласману такмичара који су учествовали у финалним такмичењима (првих 8 такмичара) Финска је са 4 учесника у финалу делила 40. место са 9 бодова.
| Плас. | Земља  | 1. место | 2. место | 3. место | 4. место | 5. место | 6. место | 7. место | 8. место | Бр. финал. | Бод. |
| ----- | ------ | -------- | -------- | -------- | -------- | -------- | -------- | -------- | -------- | ---------- | ---- |
| =40.  | Финска | 0        | 0        | 0        | 0        | 0        | 2        | 1        | 1        | 4          | 9    |

## Учесници
| Мушкарци: - Елмо Лака — 110 м препоне - Топи Рајтанен — 3.000 м препреке - Алекси Ојала — Ходање 20 км, Ходање 35 км - Вели-Мати Партанен — Ходање 35 км - Мико Павола — Скок мотком - Томи Холтинен — Скок мотком - Кристијан Пули — Скок удаљ - Туомас Сепенен — Бацање кладива - Арон Кангас — Бацање кладива - Ласи Етелетало — Бацање копља - Оливер Хеландер — Бацање копља - Тони Керенен — Бацање копља | Жене: - Анина Кортема — 200 м - Евелина Матанен — 800 м - Наталија Бломквист — 1.500 м - Камила Ричардсон — 5.000 м - Алиса Ваинио — Маратон - Рета Хурске — 100 м препоне - Виви Лехикоинен — 400 м препоне - Кристина Халонен — 400 м препоне - Ени Нурми — Ходање 20 км - Елиса Неувонен — Ходање 35 км - Тиа Куика — Ходање 35 км - Ела Јунила — Скок увис - Сини Лала — Скок увис - Хета Тури — Скок увис - Вилма Мурто — Скок мотком - Сага Андерсон — Скок мотком - Елина Лампела — Скок мотком - Кристина Макела — Троскок - Сени Салминен — Троскок - Сала Сипонен — Бацање диска - Сиља Косонен — Бацање кладива - Криста Терво — Бацање кладива - Суви Коскинен — Бацање кладива - Сане Еркола — Бацање копља |

## Резултати

### Мушкарци
| Атлетичар          | Дисциплина       | Лични рекорд | Квалификације   | Квалификације   | Полуфинале           | Полуфинале           | Финале                | Финале       | Детаљи |
| Атлетичар          | Дисциплина       | Лични рекорд | Резултат        | Место           | Резултат             | Место                | Резултат              | Место        | Детаљи |
| ------------------ | ---------------- | ------------ | --------------- | --------------- | -------------------- | -------------------- | --------------------- | ------------ | ------ |
| Елмо Лака          | 110 м препоне    | 13,31 НР     | 13,91           | 7. у гр. 4      | Није се квалификовао | Није се квалификовао | Није се квалификовао  | 35 / 38 (40) |        |
| Топи Рајтанен      | 3.000 м препреке | 8:16,57      | 8:43,01         | 13. у гр. 3     |                      |                      | Није се квалификовао  | 37 / 41 (42) |        |
| Алекси Ојала       | 20 км ходање     | 1:22:41      |                 |                 |                      |                      | 1:23:40               | 20 / 43 (45) |        |
| Алекси Ојала       | 35 км ходање     | 2:31:24 НР   | 2:28:22 НР, ЛР  | 20 / 28 (46)    |                      |                      |                       |              |        |
| Вели-Мати Партанен | 35 км ходање     | 2:35:28      | Дисквалификован | Дисквалификован |                      |                      |                       |              |        |
| Мико Павола        | Скок мотком      | 5,71         | 5,50            | 10. у гр Б      |                      |                      | Нису се квалификовали | 19 / 28 (32) |        |
| Томи Холтинен      | Скок мотком      | 5,64         | 5,50            | 12. у гр А      | 22 / 28 (32)         |                      | Нису се квалификовали |              |        |
| Кристијан Пули     | Скок удаљ        | 8,27 НР      | 7,56            | 13 у гр. А      | 26 / 29 (32)         |                      | Нису се квалификовали |              |        |
| Туомас Сепенен     | Бацање кладива   | 76,20        | 72,81           | 11. у гр А      | 23 / 28 (30)         |                      | Нису се квалификовали |              |        |
| Арон Кангас        | Бацање кладива   | 79,05        | 69,69           | 15. у гр Б      | 27 / 28 (30)         |                      | Нису се квалификовали |              |        |
| Ласи Етелетало     | Бацање копља     | 84,98        | 80,03 кв        | 6. у гр. А      | 82,70                | 6 / 27 (28)          |                       |              |        |
| Оливер Хеландер    | Бацање копља     | 89,83        | 82,41 кв        | 3. у гр. Б      | 82,24                | 8 / 27 (28)          |                       |              |        |
| Тони Керенен       | Бацање копља     | 82,89        | 78,52           | 9. у гр. А      | Није се квалификовао | 18 / 27 (28)         |                       |              |        |

### Жене
| Атлетичарка        | Дисциплина     | Лични рекорд | Квалификације      | Квалификације      | Полуфинале            | Полуфинале            | Финале                | Финале                | Детаљи |
| Атлетичарка        | Дисциплина     | Лични рекорд | Резултат           | Место              | Резултат              | Место                 | Резултат              | Место                 | Детаљи |
| ------------------ | -------------- | ------------ | ------------------ | ------------------ | --------------------- | --------------------- | --------------------- | --------------------- | ------ |
| Анина Кортема      | 200 м          | 23,42        | 23,51              | 7. у гр. 2         | Нису се квалификовале | Нису се квалификовале | Нису се квалификовале | 38 / 44 (45)          |        |
| Евелина Матанен    | 800 м          | 2:01,14      | 2:02,68            | 6. у гр. 1         | Нису се квалификовале | Нису се квалификовале | Нису се квалификовале | 32 / 45               |        |
| Наталија Бломквист | 1.500 м        | 4:10,25      | 4:11,98            | 12. у гр. 3        | Нису се квалификовале | Нису се квалификовале | Нису се квалификовале | 37 / 42               |        |
| Камила Ричардсон   | 5.000 м        | 15:30,08     | Није завршила трку | Није завршила трку |                       |                       | Није се квалификовала | Није се квалификовала |        |
| Алиса Ваинио       | Маратон        | 2:29:56      |                    |                    |                       |                       | 2:30:29               | 16 / 32 (41)          |        |
| Рета Хурске        | 100 м препоне  | 12,78        | 13,09 кв           | 4. у гр. 6         | 13,15                 | 8. у гр. 3            | Нису се квалификовале | 23 / 38 (42)          |        |
| Виви Лехикоинен    | 400 м препоне  | 54,80        | 54,95 КВ           | 3. у гр. 2         | 54,60 НР, ЛР          | 6. у гр. 2            | Нису се квалификовале | 13 / 36 (37)          |        |
| Кристина Халонен   | 400 м препоне  | 56,76        | 56,68 ЛР           | 5. у гр. 4         | Није се квалификовала | Није се квалификовала | Није се квалификовала | 28 / 36 (37)          |        |
| Ени Нурми          | 20 км ходање   | 1:34:56      |                    |                    |                       |                       | 1:37:29               | 29 / 36 (41)          |        |
| Елиса Неувонен     | 35 км ходање   | 3:01:33      | 2:57:42 НР, ЛР     | 20 / 36 (41)       |                       |                       |                       |                       |        |
| Тиа Куика          | 35 км ходање   | 2:58:30 НР   | Дисквалификована   | Дисквалификована   |                       |                       |                       |                       |        |
| Ела Јунила         | Скок увис      | 1,95 НР      | 1,86               | 10. у гр. Б        |                       |                       | Нису се квалификовале | 18 / 29 (30)          |        |
| Сини Лала          | Скок увис      | 1,90         | 1,86               | 10. гр. А          | 21 / 29 (30)          |                       | Нису се квалификовале |                       |        |
| Хета Тури          | Скок увис      | 1,90         | 1,86               | 12. гр. Б          | 21 / 29 (30)          |                       | Нису се квалификовале |                       |        |
| Вилма Мурто        | Скок мотком    | 4,72 НР      | 4,50 кв            | 3. у гр. А         | 4,60 =ЛРС             | 6 / 28 (30)           |                       |                       |        |
| Сага Андерсон      | Скок мотком    | 4,45         | 4,35               | 8. у гр. А         | Нису се квалификовале | 16 / 28 (30)          |                       |                       |        |
| Елина Лампела      | Скок мотком    | 4,53         | 4,20               | 13. у гр. Б        | Нису се квалификовале | 26 / 28 (30)          |                       |                       |        |
| Кристина Макела    | Троскок        | 14,47        | 14,48 КВ, ЛР       | 2. у гр. А         | 13,99                 | 12 / 28               |                       |                       |        |
| Сени Салминен      | Троскок        | 14,63        | 14,21              | 5. у гр. Б         | Нису се квалификовале | 14 / 28               |                       |                       |        |
| Сала Сипонен       | Бацање диска   | 60,58        | 57,16              | 13. у гр. А        | Нису се квалификовале | 26 / 30               |                       |                       |        |
| Криста Терво       | Бацање кладива | 70,18 НР     | 73,83 КВ           | 2. у гр. А         | 69,04                 | 10 / 30               |                       |                       |        |
| Сиља Косонен       | Бацање кладива | 73,43        | 72,15 кв           | 4. у гр. Б         | 70,81                 | 7 / 30                |                       |                       |        |
| Суви Коскинен      | Бацање кладива | 70,39        | 67,98              | 12. у гр. Б        | Нису се квалификовале | 23 / 30               |                       |                       |        |
| Сане Еркола        | Бацање копља   | 60,18        | 52,04              | 12. у гр. А        | Нису се квалификовале | 26 / 27 (29)          |                       |                       |        |